# Lachlan Watson
Lachlan Watson (Raleigh, 12 de abril de 2001) é uma personalidade norte-americana que trabalha como intérprete das artes cênicas. Teve reconhecimento por interpretar o garoto trans Theo Putnam na série de televisão da Netflix Chilling Adventures of Sabrina, e também pelos filhos gêmeos não binários de Chucky, Glen e Glenda, na segunda temporada da série original da Syfy/USA Network, Chucky. Watson se identifica com a não binariedade e usa pronomes neutros.

## Biografia
Lachlan nasceu em 12 de abril de 2001 em Raleigh, Carolina do Norte. Watson recebeu o diploma do ensino médio por meio de um programa de educação domiciliar em 2018.

## Carreira
Watson começou a atuar ainda criança no Burning Coal Theatre, onde sua mãe trabalhava. Watson se tornou uma pessoa ativa na cena teatral do Triangle e conseguiu pequenos papéis nos programas de televisão Nashville e Drop Dead Diva. Em 2015, Watson atuou na produção do Raleigh Little Theatre a peça Muito Barulho por Nada, de William Shakespeare.
Em 2016, Watson conseguiu um papel regular na série original da Netflix, Chilling Adventures of Sabrina, após uma chamada de elenco nacional, onde enviou uma audição gravada. Watson interpreta um garoto transgênero chamado Theo Putnam (anteriormente "Susie"). Watson afirmou que usou sua própria experiência pessoal para moldar o personagem e influenciar a maneira como o enredo do personagem é escrito, a fim de ressoar com os telespectadores gêneroqueer. Na época de sua estreia em Chilling Adventures of Sabrina, Watson era um dos mais jovens atores não binários autoidentificados de Hollywood.
Em junho de 2020, no evento on-line "Future of Gaming" da Sony Interactive Entertainment para o PlayStation 5, foi revelado que Watson daria voz ao protagonista antropomórfico, Fang, do videogame de 2023 Goodbye Volcano High. Em junho de 2022, foi revelado que Watson interpretaria os gêmeos não binários Glen e Glenda na segunda temporada de Chucky, mais tarde revivendo os personagens em uma série de esquetes em seu canal no TikTok. Em 2023, conseguiu uma escalação para o filme da produtora A24 Y2K.

## Vida pessoal
Watson reivindica-se uma pessoa não-binária, genderqueer e tem como orientação sexual a pansexualidade. Watson também se declara feminista.
Watson passou por uma cirurgia de mastectomia para adaptar seu físico à sua identidade, retirando seus seios.
Em novembro de 2018, Watson apareceu em um especial da Netflix, intitulado What I Wish You Knew: About Being Nonbinary, onde discutiu sobre identidade de gênero com outras celebridades não binárias, como Jacob Tobia, Liv Hewson e Shiva Raichandani.

## Filmografia

### Televisão
| Ano           | Título                         | Papel             | Notas                         | Ref.  |
| ------------- | ------------------------------ | ----------------- | ----------------------------- | ----- |
| 2012–2018     | Nashville                      | Kyle              |                               |       |
| 2009–2014     | Drop Dead Diva                 | Sam Simbler       |                               |       |
| 2019–2020     | Chilling Adventures of Sabrina | Susie/Theo Putnam |                               | [ 7 ] |
| 2021–presente | Chucky                         | Glen/Glenda       | A partir da segunda temporada | [ 3 ] |